# PME (magazine)
Ne doit pas être confondu avec PME magazine.
Pour les articles homonymes, voir PME.
PME est un magazine publié à Montréal par Médias Transcontinental. Il traite des petites et moyennes entreprises (PME). C'est aussi le titre d'un magazine publié en Suisse romande par Ringier Axel Springer, dirigé successivement par Francis Kahn, François Schaller, Olivier Toublan et Thierry Vial. 

## Faits
- Indexé dans Repère.